# بیرام (میسیسیپی)
بیرام (به انگلیسی: Byram) شهری در ایالت میسیسیپی کشور ایالات متحده آمریکا است که جمعیت آن در سرشماری سال ۲۰۱۰ میلادی، ۱۱٬۴۸۹
نفر بوده‌است.